# 李豪
李豪（英語：Leo Lee Ho，1989年4月18日—），香港男演員及主持，前無綫電視基本藝人合約藝員。

## 簡歷
李豪畢業於北大附中深圳南山分校，2007年5月參加《第3屆香港先生選舉》，並奪得「最具人氣香港先生大獎」。其後加入第22期無綫電視藝員訓練班，且成為無綫電視經理人合約藝員至今。由於他擁有副像女生般的相貌和陰柔語調，故演出角色主要以變性人、太監、同性戀人士等而為人所知。
2012年，李豪參演該台劇集《4 in Love》中變性人「李穎欣（Annie）」一角，因演技出色讓觀眾留下深刻印象。同年，他在處境劇《愛·回家》裡飾演咖啡師「許冬豪」一角亦開始漸受注目。2020年，他為了演藝事業而在深圳開店售賣養生茶，但受到新冠肺炎疫情影響，決定暫時擱置計劃；2021年7月由經理人合約轉簽基本藝人合約；2022年6月離開無綫。

## 演出作品

### 電視劇（無綫電視）
| 首播                           | 劇名               | 角色                                   |
| 2007年                         |                    |                                        |
| 3月12日 - 2008年8月7日         | 同事三分親         | 黃 尊（西裝廣告男模特、第301集）       |
| 2008年                         |                    |                                        |
| 10月27日 - 12月5日             | 東山飄雨西關晴     | 莊豫豐                                 |
| 12月8日 - 2009年1月2日         | Click入黃金屋      | 少 年                                  |
| 2009年                         |                    |                                        |
| 5月4日 - 6月5日                | 老婆大人II         | 記 者（第21集）                        |
| 8月8日                         | 南華夢飛翔         | Jay                                    |
| 8月10日 - 9月5日               | 絕代商驕           | 地產經紀（第5集）                      |
| 9月7日 - 10月18日              | 有營煮婦           | 地產代理                               |
| 9月21日 - 10月16日             | 蔡鍔與小鳳仙       | 北洋士兵（第1集）                      |
| 12月14日 - 2010年1月8日        | 美麗高解像         | 李志堅（Kenny）                        |
| 11月30日-12月27日              | 巴不得爸爸...      | 艷舞女郎                               |
| 2010年                         |                    |                                        |
| 3月8日 - 4月2日                | 秋香怒點唐伯虎     | 華 文                                  |
| 3月17日 - 4月18日              | 鐵馬尋橋           | 男護士                                 |
| 4月19日 - 5月22日              | 飛女正傳           | 男 妓                                  |
| 5月24日 - 6月25日              | 談情說案           | Karl                                   |
| 9月20日 - 10月15日             | 翻叮一族           | Gilbert                                |
| 12月13日 - 2011年1月7日        | 誘情轉駁           | 酒吧客人（第9集）                      |
| 2011年                         |                    |                                        |
| 2月21日 - 4月2日               | Only You 只有您    | 醫 生（第30集）                        |
| 3月25日                        | 誰家灶頭無煙火     | 宅 男（第5集）                         |
| 5月18日                        | 誰家灶頭無煙火     | Matthew（第41集）                      |
| 6月24、27、29、30日、7月5日    | 誰家灶頭無煙火     | 球場侍應（第68、69、71、72、75集）     |
| 8月3日                         | 誰家灶頭無煙火     | 男同學（第96集）                       |
| 10月30日                       | 誰家灶頭無煙火     | 郵 差（第158集）                       |
| 4月4日 - 5月13日               | 洪武三十二         | 朱 桂（代王）                          |
| 4月18日 - 5月27日              | 點解阿Sir係阿Sir   | 朱天恩（豬奀）                         |
| 6月13日 - 7月22日              | 團圓               | 男友人（第23集）                       |
| 6月27日 - 7月29日              | 真相               | 鬥毆男子（第16集）                     |
| 8月1日 - 9月9日                | 潛行狙擊           | 杜英良（臘腸）                         |
| 10月3 - 28日                   | 荃加福祿壽探案     | 打 手（第2集）                         |
| 10月10日 - 11月20日            | 法證先鋒III        | 伴 郎（第1、2集）                      |
| 2012年                         |                    |                                        |
| 1月3 - 29日                    | 換樂無窮           | 示威人士（第1 - 3、5集）               |
| 1月30日 - 2月24日              | 4 In Love          | 李穎欣（Annie）（第3、7集）            |
| 2月13日 - 3月16日              | On Call 36小時     | 手術室技術員                           |
| 2月21日                        | On Call 36小時     | 病 人（第7集）                         |
| 2月27日 - 4月1日               | 東西宮略           | 小 六                                  |
| 3月19日 - 4月13日              | 當旺爸爸           | 張立希（第10 - 11集）                  |
| 4月2 - 27日                    | 盛世仁傑           | 考 生（第3集）                         |
| 4月16日 - 5月18日              | 拳王               | 攝影師（第22集）                       |
| 4月30日 - 6月8日               | 耀舞長安           | 長安百姓                               |
| 5月21日 - 6月29日              | 心戰               | Quincy（第18集）                       |
| 7月2日 - 7月27日               | 護花危情           | 何兆良兒子（第17集）                   |
| 7月9日                         | 回到三國           | 機 友（現代：第1集）                   |
| 7月30日                        | 回到三國           | 禽流感病人（古代：第15集）             |
| 8月13日 - 9月15日              | 造王者             | 王子侍衛                               |
| 8月27日 - 9月23日              | 巴不得媽媽...      | 大學生（第19集）                       |
| 9月24日 - 11月4日              | 雷霆掃毒           | 飛 仔（第21集）                        |
| 10月22日 - 12月14日            | 名媛望族           | 雷手下（第10集）                       |
| 12月28日                       | 愛·回家            | 同 學（第161集）                       |
| 3月18日                        | 愛·回家            | Roymoon（化妆师）（第216集）           |
| 5月14日 - 2015年7月3日         | 愛·回家            | 許冬豪（誰家灶頭「Whose cafe」咖啡師） |
| 2013年                         |                    |                                        |
| 2012年12月18日 - 2013年1月11日 | 幸福摩天輪         | 巧男友（第19集）                       |
| 1月21日 - 2月15日              | 初五啟市錄         | 電台職員（第14集）                     |
| 3月18日 - 4月19日              | 仁心解碼II         | 陳俊冬（John）                         |
| 6月3日 - 7月12日               | 好心作怪           | 慈愛醫院護士                           |
| 7月15日 - 9月8日               | 衝上雲霄II         | 餐廳侍應                               |
| 8月12日-9月22日                | 情逆三世緣         | 鄭大官                                 |
| 9月9日 - 10月11日              | 神鎗狙擊           | 王子康                                 |
| 9月23日 - 11月2日              | 巨輪               | 客 人（第30集）                        |
| 10月14日 - 11月24日            | 法外風雲           | 店 員（第9集）                         |
| 11月25日 - 12月20日            | My盛Lady           | 記 者                                  |
| 2014年                         |                    |                                        |
| 2月17日 - 3月28日              | 守業者             | 文                                     |
| 4月21日 - 5月31日              | 女人俱樂部         | 容丹丹表哥                             |
| 8月11日 - 9月5日               | 載得有情人         | CK                                     |
| 8月25日 - 10月3日              | 使徒行者           | 李亚豪                                 |
| 10月5日                        | 我們的天空         | 霍惠健                                 |
| 10月6日 - 10月31日             | 再戰明天           | 陳永豪                                 |
| 11月3日 - 12月12日             | 名門暗戰           | 金敏俊                                 |
| 12月1 - 28日                   | 醋娘子             | 民 眾（第7集）                         |
| 2015年                         |                    |                                        |
| 2014年12月16日 - 2015年1月9日  | 八卦神探           | 袁尚風                                 |
| 1月19日、2月5、6日             | 師奶MADAM          | 街 坊（第6、19、20集）                 |
| 1月26日 - 2月27日              | 四個女仔三個BAR    | Tim                                    |
| 7月6日 - 2016年4月1日          | 愛·回家 (第二輯)   | 許冬豪（於第931集再次登場）            |
| 9月21日 - 10月25日             | 張保仔             | 黑旗海盜                               |
| 9月28日 - 10月23日             | 無雙譜             | 公 公                                  |
| 2016年                         |                    |                                        |
| 3月21日 - 4月10日              | EU超時任務         | 刑事情報科探員                         |
| 4月11日 - 5月15日              | 殭                 | 殭 屍（第11 - 14集）                   |
| 4月4日 - 2017年1月6日          | 愛·回家之八時入席  | 栢 豪                                  |
| 5月30日 - 7月3日               | 純熟意外           | Billy                                  |
| 7月4 - 29日                    | 完美叛侶           | 陳永祖                                 |
| 6月27日 - 7月31日              | 一屋老友記         | 威                                     |
| 8月29日 - 9月18日              | 為食神探           | 金田七（第14集）                       |
| 10月24日 - 12月9日             | 幕後玩家           | 潘瑞偉                                 |
| 2017年                         |                    |                                        |
| 1月2日 - 2月3日                | 味想天開           | 卓不凡                                 |
| 2月13日 - 3月12日              | 迷                 | 古惑仔（第22集）                       |
| 3月13日 - 4月2日               | 我瞞結婚了         | 興（第2集）                            |
| 8月7日 - 9月13日               | 同盟               | 令熊保鑣（第1、3、4、9集）             |
| 2月20日 -                      | 愛·回家之開心速遞  | 馬 漢（第177、180集）                  |
| 11月6日 - 2018年1月12日        | 誇世代             | 范安迪                                 |
| 2018年                         |                    |                                        |
| 3月5 - 30日                    | 翻生武林           | 純真派弟子                             |
| 2月18日 - 4月15日              | 三個女人一個「因」 | 廉政公署人員（第15、17集）             |
| 4月2日 - 5月18日               | 逆緣               | 刑事情報科探員（第31集）               |
| 8月6日 - 9月7日                | 特技人             | 刑事情報科探員（第5、6、19集）         |
| 10月8日 - 11月9日              | 跳躍生命線         | 醫 生（第1集）                         |
| 2019年                         |                    |                                        |
| 5月13日 - 6月7日               | 婚姻合伙人         | 「千秋置業」經紀                       |
| 7月15日 - 8月16日              | 十二傳說           | 蔡建基                                 |
| 2020年                         |                    |                                        |
| 4月8日                         | 愛·回家之開心速遞  | Harry Wong（第840集）                  |
| 6月29日 - 8月7日               | 殺手               | 小 龍（第5、9集）                      |
| 7月13日 - 8月14日              | 迷網               | 曾家明                                 |
| 2021年                         |                    |                                        |
| 5月3日 - 6月11日               | 逆天奇案           | 酒 客（第6集）                         |
| 8月9日 - 9月11日               | 七公主             | 李 朗                                  |
| 10月18日 - 11月20日            | 換命真相           | James                                  |
| 2021年                         |                    |                                        |
| 2021年12月20日 - 2022年1月14日 | 異搜店             | 醫 生（第18集）                        |

### 電視劇（邵氏兄弟）
| 首播                      | 劇名           | 角色               |
| 2020年                    |                |                    |
| 5月18日 - 6月26日（香港） | 飛虎之雷霆極戰 | 飛虎隊成員         |
| 12月28日 - 2021年1月2日   | 非凡三俠       | 阿 天              |
| 2022年                    |                |                    |
| 2月21日 - 4月1日          | 飛虎之壯志英雄 | 戲院職員（第24集） |

### 綜藝節目（無綫電視）
| 首播                     | 節目名                      | 備註                                             |
| 2009年                   |                             |                                                  |
| 6月6日                   | 愛情研究院                  | 第58集嘉賓                                       |
| 6月6日                   | 大咕窿                      | 第5集嘉賓                                        |
| 2012年                   |                             |                                                  |
| 9月20日                  | 千奇百趣東南亞              | 第24集嘉賓                                       |
| 2013年                   |                             |                                                  |
| 9月15日                  | 星夢傳奇                    | 第8集參賽者、演唱《如果沒有你》                  |
| 2014年                   |                             |                                                  |
| 8月26日                  | 姊妹淘                      | 第四輯 第102集嘉賓                               |
| 2016年                   |                             |                                                  |
| 4月18、19日              | 姊妹淘                      | 第五輯 第284、285集嘉賓                          |
| 6月9日                   | 都市閒情                    | 嘉賓、主題為「端午新菜式」（與蔣家旻合作）       |
| 6月12日                  | Sunday好戲王                | 第18集嘉賓                                       |
| 11月19日                 | 萬千星輝賀台慶              | 演出嘉賓                                         |
| 12月2日                  | 今日VIP                     | 嘉賓                                             |
| 12月21日                 | 都市閒情                    | 嘉賓                                             |
| 2017年                   |                             |                                                  |
| 2月4日                   | 馬家開飯                    | 主持                                             |
| 8月29日                  | 最緊要好好玩 消暑版         | 演出                                             |
| 12月17日                 | 安樂蝸                      | 第362集嘉賓                                      |
| 2018年                   |                             |                                                  |
| 7月22日                  | big big channel大公司周年慶 | 演出嘉賓                                         |
| 2019年                   |                             |                                                  |
| 3月23日、4月6日、6月28日 | 電競王                      | 第15、16、25集嘉賓                               |
| myTV SUPER               |                             |                                                  |
| 2016年                   |                             |                                                  |
| 7月13日 - 2017年7月13日  | 甜心教室                    | 與古嘉俊、郭千瑜、陳華鑫、林凱恩及阮政峰一同主持 |
| Big Big Channel          |                             |                                                  |
| 2017年                   |                             |                                                  |
| 12月5日 -                | 傳說女神育成計劃            | 演出                                             |

### 電影
| 首映     | 電影名             | 角色            |
| 2006年   |                    |                 |
| 11月9日  | 師奶唔易做         | Lolita 男子     |
| 2010年   |                    |                 |
| 2月11日  | 72家租客           | Laughing 哥手下 |
| 10月21日 | 抱抱俏佳人         | Louis 朋友      |
| 2013年   |                    |                 |
| 2月7日   | 2013我愛HK恭囍發財 | 歌舞街坊        |

### 微電影
| 首映    | 電影名         | 角色                        |
| 2018年  |                |                             |
| 7月27日 | 捉緊一剎衝動！ | 「Godlike Girls」電競隊教練 |

### 廣告
| 年份     | 內容                                                                              |
| 2018年   |                                                                                   |
| 3月5日   | 屈臣氏蒸餾水「一杯暖水辣著女友」（與蔣家旻）                                      |
| 11月22日 | 錢家有道「網上投資『專家』詐騙」                                                  |
| 11月22日 | 錢家有道「網絡情騙」                                                              |
| 12月10日 | 煌府婚宴專門店「尖沙咀 The ONE 100呎 Catwalk 天橋、石門煌苑空中花園」（與邵珮詩） |

## 音樂作品

### 歌曲
- 2010年：《獸拳戰隊》（特攝《獸拳戰隊》主題曲，與張景淳、羅鈞滿及沈震軒合唱）

## 外部連結
- 李豪的新浪微博
- 李豪的Facebook專頁
- 李豪 Leo Lee的Facebook專頁
- 李豪的Instagram帳戶
- 李豪在香港影庫上的簡介
- 2007年香港先生選舉：李豪個人檔案